# واوکس سولس
واوکس سولس (به فرانسوی: Vaux-Saules) یک کمون در فرانسه است که در Canton of Saint-Seine-l'Abbaye واقع شده‌است.

## خصوصیات
واوکس سولس ۲۷٫۸۹ کیلومترمربع مساحت و ۱۷۲ نفر جمعیت دارد و ۵۴۰ متر بالاتر از سطح دریا واقع شده‌است.